# Гарван (окръг Тулча)
Вижте пояснителната страница за други значения на Гарван.
Гарван (на румънски: Garvăn) е село в окръг Тулча, Северна Добруджа, Румъния.

## История
През 1917 г. селото попада на Румънския фронт на бойните действия по време на Първата световна война.